# Saint-Révérend

Saint-Révérend este o comună în departamentul Vendée, Franța. În 2009 avea o populație de 1,323 de locuitori.